# Abri Blanchard
Der Abri Blanchard (auch Abri Blanchard-des-Roches, Abri Didon oder Blanchard I genannt) ist Teil der aus 10 Abris bestehenden Castel-Merle-Gruppe, zu der auch die Abris von Castanet und La Souquette gehören. Der verstürzte Abri liegt im Tal der Vézère, beim Weiler Sergeac, im Département Dordogne in Frankreich.
Zwischen 1910 und 1912 wurden von Marcel Castanet und Louis Didon erste Grabungen durchgeführt. Denis Peyrony (1869–1954) identifizierte zwei Aurignacienschichten. Eine komplexere Stratigraphie erbrachten die Grabungen im 21. Jahrhundert.

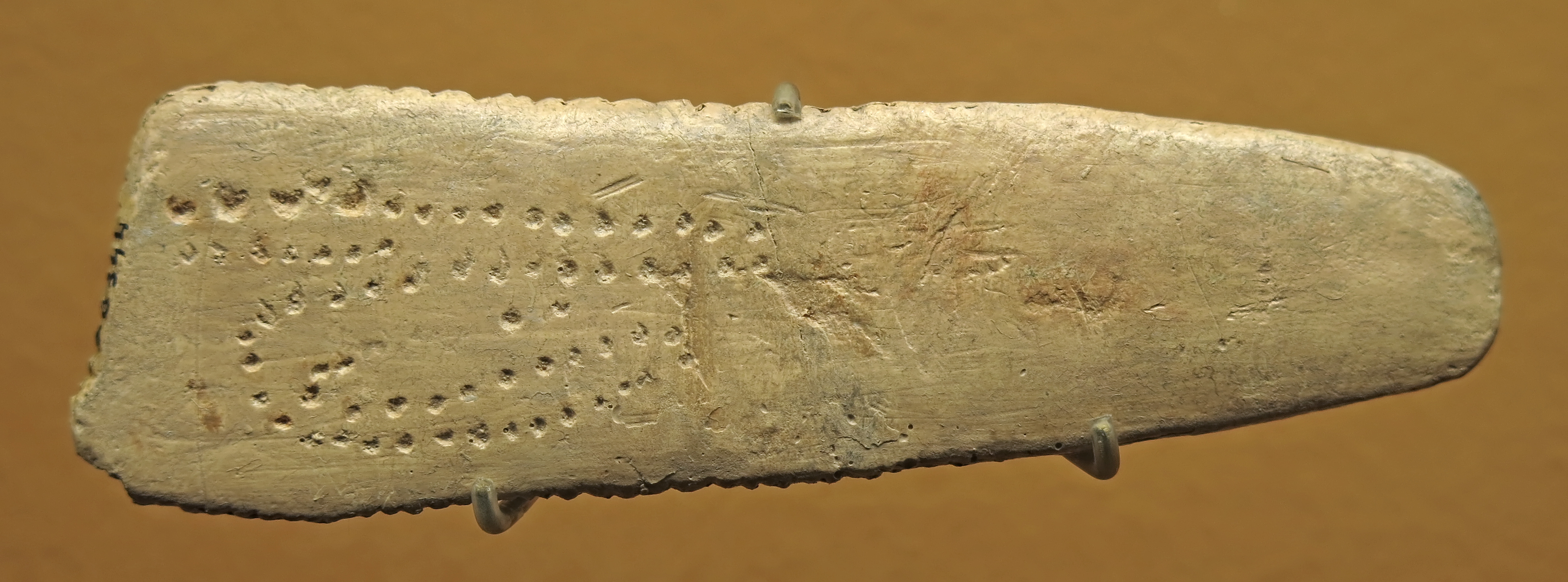
Die Kreisfolge soll den Mondzyklus darstellen

Im Abri wurden etwa 20 gravierte und wahrscheinlich bemalte, hauptsächlich mit Vulva-Motiven versehene Steine gefunden. Perlen, teilweise aus Muscheln, aus dem über 100 Kilometer entfernten Mittelmeer gehören dazu. In Blanchard wurden die älteste Halskette und ein Adlerknochen mit Kerben gefunden, der als Mondkalender interpretiert wurde. An einer Wand ist ein auf 36.000 v. Chr. datierter Auerochse eingraviert, wobei als Gravurtechnik Punkte verwendet wurden. In den umliegenden Halbhöhlen wurden, wie in Blanchard, gravierte Vulven gefunden.
Die Funde wurden in Museen und Sammlungen überführt (Saint-Germain-en-Laye, Périgueux, Musée de l’Homme und Institut de Paléontologie Humaine, beide in Paris).
Im Flussabschnitt oberhalb der Mündung in die Dordogne liegen vorgeschichtliche Fundstätten, die seit 1979 zum UNESCO-Kulturerbe Vézère-Tal: Fundorte und Höhlenmalereien gehören wie:
- Cro-Magnon,
- Höhle von Lascaux (in der Nähe vom Abri Blanchard).
- La Madeleine,
- Le Moustier,
- Les Eyzies-de-Tayac-Sireuil
- Roque Saint-Christophe, (Abri)